# Műegyetemi AFC
Műegyetemi AFC, kurz MAFC, ist ein ungarischer Sportverein aus Budapest. Er gehört zu den Gründungsmitgliedern der ersten ungarischen Fußball-Liga, der Nemzeti Bajnokság. Dieser gehörte er insgesamt fünf Spielzeiten an, zuletzt in der Saison 1922/23.

## Geschichte
Műegyetemi AFC wurde im Jahr 1897 als Műegyetemi Football Csapat (deutsch Fußballmannschaft der Technischen Universität) an der Technischen Universität Budapest gegründet. Im Jahr 1898 wurde der Name in Műegyetemi Football Club (deutsch Fußballklub der Technischen Universität) geändert. Im Jahr 1901 gehörte der Klub zu den Gründungsmitgliedern der ersten ungarischen Liga, der Nemzeti Bajnokság, zog sich aber nach vier Spielen in der Saison 1901 zurück. Im Jahr 1902 wurde der Name in Műegyetemi Athletikai és Football Club (deutsch Leichtathletik- und Fußballklub der Technischen Universität) geändert, da Leichtathletik ein zweiter Schwerpunkt des Klubs geworden war. Nach zwei Jahren in der zweiten Liga spielte MAFC im Jahr 1904 wieder im Oberhaus, zog sich während der Saison 1905 abermals zurück. Anfang der 1920er-Jahre war der MAFC noch zweimal kurzzeitig erstklassig, spielt seitdem nur mehr in den Spielklassen der Stadt Budapest. Im Badminton war der Verein von 1966 bis 1982 in acht Spielzeiten erstklassig.